# 納蒂維達德 (托坎廷斯州)
11°42′35″S 47°43′24″W / 11.70972°S 47.72333°W

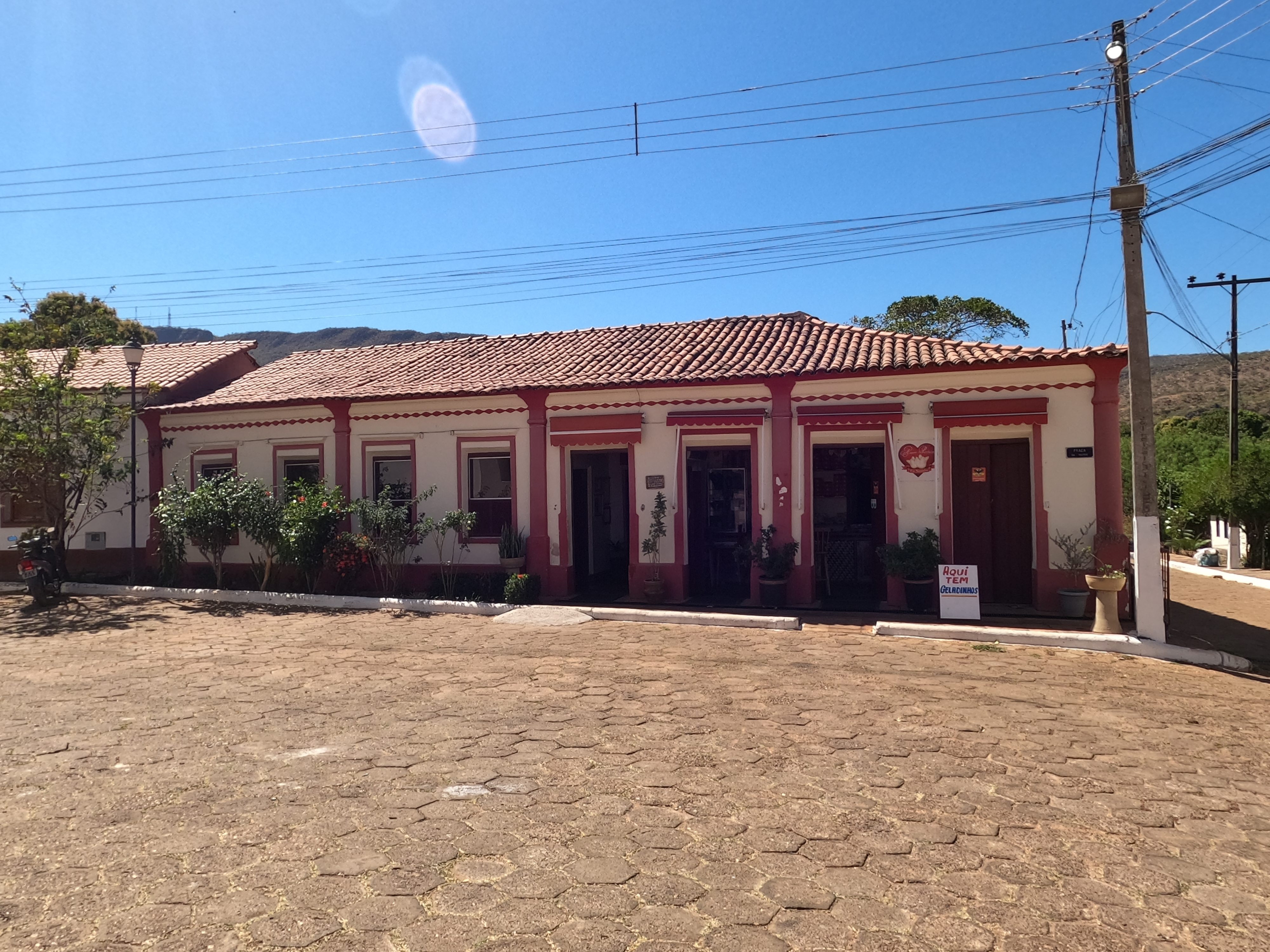
納蒂維達德

納蒂維達德（葡萄牙語：Natividade），是巴西的城鎮，位於該國中部，由托坎廷斯州負責管轄，始建於1734年6月1日，面積3,216平方公里，海拔高度323米，2014年人口9,279，人口密度每平方公里2.89人。